# San Marcos Sierras
San Marcos Sierras é um município da província de Córdova, na Argentina.